# 香取元勝
香取 元勝（かとり もとかつ）は、戦国時代から江戸時代前期にかけての武将。毛利氏の家臣で長州藩士。禄高は400石。

## 生涯
弘治2年（1556年）、香取東老軒の子として生まれる。
父・東老軒は公家の血筋で、下総国香取郡の荘園に居住したことから「香取」の名字を名乗ったが、元勝の代に武家となって「藤見」の名字を名乗り、毛利元就の存命時に安芸国に下って毛利氏に仕えたとされる。
慶長5年（1600年）の関ヶ原の戦いの結果、毛利氏が長門国と周防国の2ヶ国に減封されると、元勝もそれに従った。この頃に名字を「藤見」から「香取」に戻している。
慶長9年（1604年）3月3日、毛利輝元から「丹後守」の受領名を与えられる。
慶長10年（1605年）12月14日、同年の五郎太石事件の後に毛利氏家臣団や寺社の総勢820名が連署して毛利氏への忠誠や様々な取り決めを記した連署起請文において、元勝は70番目に「香取丹後守」と署名している。
寛永5年（1628年）7月17日に死去。享年73。嫡男の香取常貞が後を継いだ。